# 任中洲
任中洲（？—），男，中国物理学家，南京大学教授、博士生导师，在国际上第一个预言丰质子磷和硫同位素有质子晕，中国教育部第五批“长江学者”特聘教授，发表论文百余篇，曾获得中国教育部科学技术进步奖二等奖等奖项。

## 生平
1988年，在南京大学获得博士学位，并在同校任教至今。
1996年至2000年，曾在日本、德国、法国当地学术机构做研究工作。